# Bernard Coard
Bernard Coard (ur. 10 sierpnia 1944) – grenadyjski skrajnie lewicowy polityk. Stał na czele przewrotu, który w drodze zamachu stanu obalił utworzony w wyniku poprzedniego zamachu stanu lewicowy rząd Maurice Bishopa i doprowadził do inwazji amerykańskiej na Grenadę.

## Życiorys
Urodził się 10 sierpnia 1944 roku. W trakcie wczesnej edukacji poznał Maurice’a Bishopa. W 1962 roku dołączył do prowadzonej przez Bishopa organizacji Grenada Assembly of Youth After Truth. Po opuszczeniu szkoły średniej rozpoczął studia na Brandeis University w Massachusetts. W 1967 roku przeniósł się do Wielkiej Brytanii, gdzie studiował ekonomię polityczną na University of Sussex. Po studiach przez dwa lata pracował w londyńskich szkołach. W 1971 roku wydał książkę „West Indian Child is Made Educationally Subnormal in the British School System“. Po ukończeniu doktoratu Coard przeniósł się do Trynidadu. Wykładał tam na University of the West Indies. W 1976 roku powrócił do ojczyzny, gdzie zapisał się do partii Nowy Ruch JEWEL prowadzonej przez Bishopa. 
W powołanym w 1979 roku Ludowym Rządzie Rewolucyjnym objął funkcję ministra finansów i wicepremiera. Uchodził za konserwatywnego w swoich poglądach marksistę i zagorzałego przeciwnika Stanów Zjednoczonych. 13 października 1983 roku przeprowadził wraz z wojskiem zamach stanu w wyniku którego osadził w areszcie domowym premiera Maurice’a Bishopa. 19 października odbyły się protesty społeczne w geście poparcia dla Bishopa. Na wieść o nich wierne Coardowi wojsko dokonało egzekucji Bishopa i kilku jego współpracowników. Śmierć Bishopa stała się bezpośrednią przyczyną amerykańskiej inwazji na wyspę do której doszło 25 października. W sierpniu 1986 roku został skazany na karę śmierci za doprowadzenie do śmierci Bishopa i jego współpracowników. W 1991 roku wyrok zmieniono na dożywotnie więzienie. Wypuszczono go w 2009 roku.